# کانتون اشووتس
کانتون اشووتس (به آلمانی: Schwyz) یکی از کانتون‌های سوئیس است.